# Rivellia marina
Rivellia marina är en tvåvingeart som beskrevs av Malloch 1940. Rivellia marina ingår i släktet Rivellia och familjen bredmunsflugor. Inga underarter finns listade i Catalogue of Life.